# Högvakt

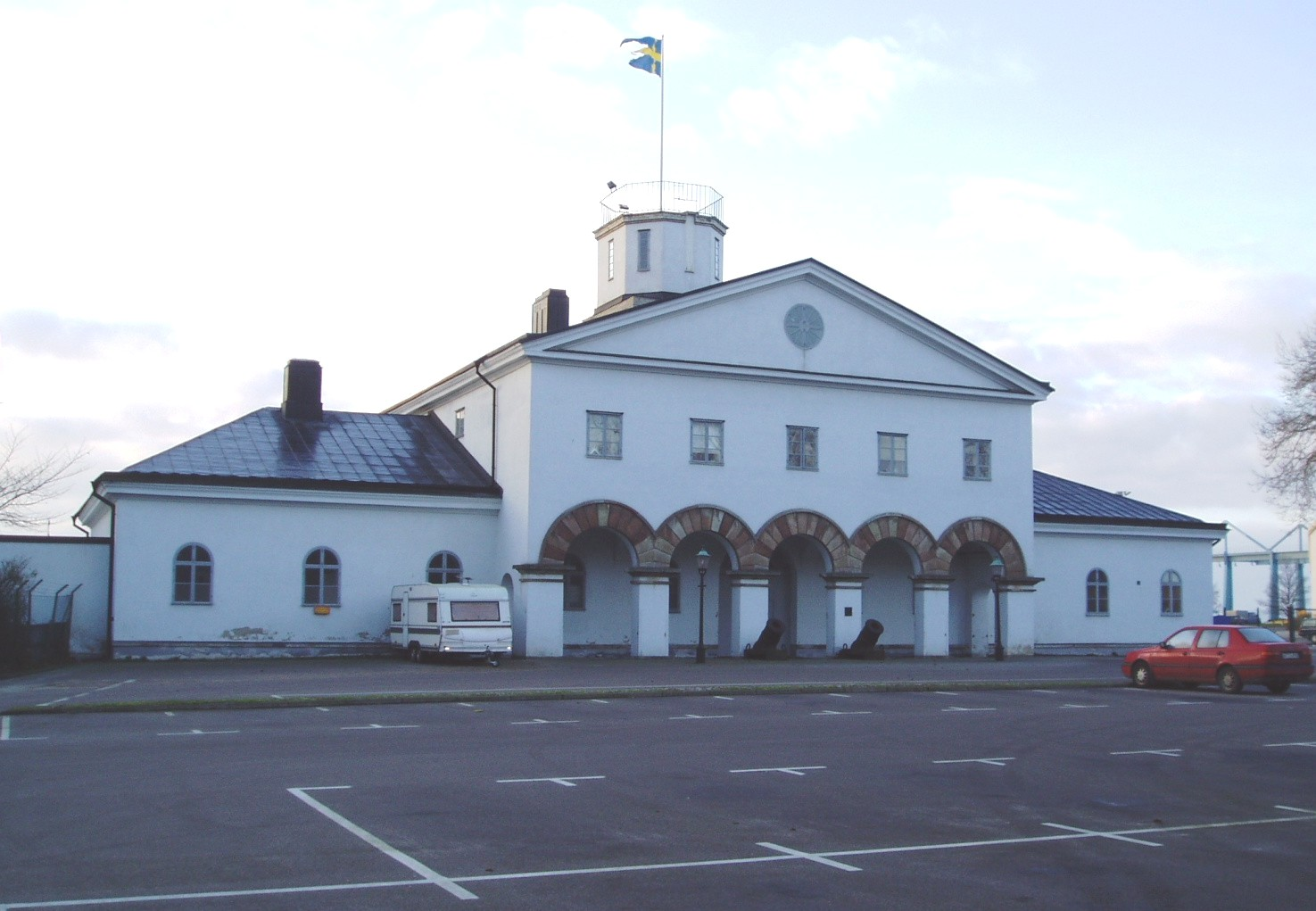
Högvakten vid Karlskrona garnison.

Högvakt är en benämning på den förnämsta vakten vid en garnisonsort, under förutsättning att det är en officersvakt, det vill säga att den står under befäl av en officer. Högvakt kan även beteckna en byggnad eller plats där en sådan vakt har sin placering.
Termen är mindre vanlig idag och används framför allt om högvakten i Stockholm  vid Stockholms slott och Drottningholms slott, och högvakten vid Presidentens slott i Helsingfors.